# 비쿄란
비쿄란(美狂乱, びきょうらん)은 스마 쿠니오가 이끄는 일본의 프로그레시브 록 밴드이다. 헤비함과 서정성이 공존하는 사운드이면서 동양적 신비감을 가진 곡으로 일본의 킹 크림슨이라는 평가를 받았다.

## 개요
74년에 결성되었다. 76-77년 사이에는 마도로미(まどろみ)라는 이름으로 킹 크림슨 커버밴드를 하기도 했으나 다시 비쿄란이라는 이름으로 돌아와 킹레코드 (일본)에서1집 美狂乱을 낸다. 83년에는 2집 Parallax를 내었지만 활동을 멈춘다.
94년 멤버를 새로 구성해 앨범 五蘊(95년), 凶暴な音楽(97년)을 낸다. 03년에 애니메이션 '돌격! 크로마티 고교'의 음악을 맡아 앨범을 내었다.

## 음반 목록
- 美狂乱（1982年）
- Parallax（1983年）
  - 御伽世界 -early live vol.1- (1987年)
  - 風魔 -early live vol.2- (1993年)
  - 乱 -live vol.3- (1993年)
- 五蘊（1995年）
  - ディープ・ライヴ (1995年)
- 狂暴な音楽（1997年）
  - まどろみ -live vol.4- (2001年)
  - Anthology Vol.1（2002年） - 初期のレパートリーの再演
- 『魁!!クロマティ高校』オリジナルサウンドトラック（2004年）
- 『魁!!クロマティ高校』オリジナルサウンドトラックVol.2（2004年）
- 『Solosolo』(2007, as 須磨邦雄)